# Blue Canadian Rockies
Blue Canadian Rockies è un film del 1952 diretto da George Archainbaud.
È un western statunitense a sfondo musicale con Gene Autry.

## Produzione
Il film, diretto da George Archainbaud su una sceneggiatura di Gerald Geraghty, fu prodotto da Armand Schaefer per la Gene Autry Productions e girato a Big Bear Lake e nei pressi del Cedar Lake (Big Bear Valley, San Bernardino National Forest), in California, dal 19 al 27 maggio 1952.

## Distribuzione
Il film fu distribuito negli Stati Uniti dal 30 novembre 1952 al cinema dalla Columbia Pictures.

## Promozione
Le tagline sono:
- GENE GETS VERY, VERY RUDE WHEN THEY TAKE HIM FOR A DUDE!
- GENE'S TOPS...chopping down lumberjack hijackers and tracking down a Mountie's murderer!
- TIMBER! The bigger they come the harder they fall...as Gene and Champ crash through a maze of murder and mayhem on a dude ranch deep in the heart of tall timber country!